# Suicidal Final Art
Suicidal Final Art er et opsamlingsalbum fra det svenske melodiske dødsmetalband At the Gates der blev udgivet i 2001 (5 år efter bandet var brudt op).

## Numre
1. "The Red in the Sky Is Ours" – 3:06
2. "Kingdom Gone" – 4:41
3. "Windows" – 3:54
4. "Ever Opening Flower" (demo version) – 5:32
5. "The Architects" (demo version) – 3:29
6. "Raped by the Light of Christ" – 2:54
7. "Primal Breath" – 7:17
8. "Blood of the Sunsets" – 4:26
9. "The Burning Darkness" – 2:10
10. "The Swarm" – 3:27
11. "Terminal Spirit Disease" – 3:40
12. "Forever Blind" – 3:58
13. "The Beautiful Wound" – 3:52
14. "Blinded by Fear" – 3:11
15. "Slaughter of the Soul" – 3:03
16. "Terminal Spirit Disease" (Forbedrede video) – 3:40
17. "The Burning Darkness" (Forbedrede video) – 2:11

## Musikere
- Anders Björler – Guitar
- Jonas Björler – Bas
- Adrian Erlandsson – Trommer
- Martin Larsson – Guitar
- Tomas Lindberg – Vokal